# Lauma Grīva

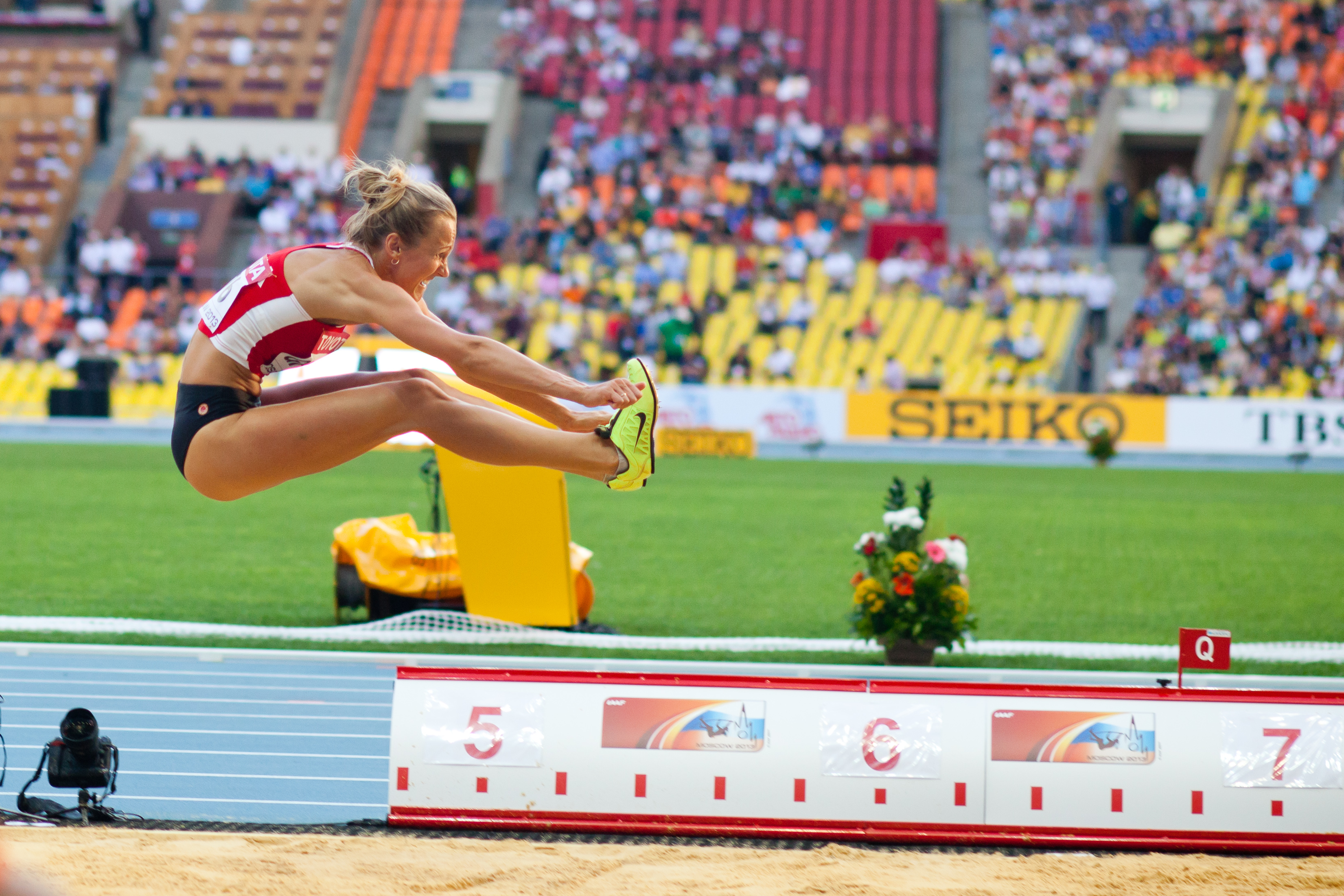
Lauma Grīva

Lauma Grīva, född 27 oktober 1984 är en lettisk längdhopperska. 

## Europamästerskapen i friidrott 2010
I Europamästerskapen i friidrott 2010 var hon ytterst nära att nå final med ett hopp på 6,60. Det visade sig dock bli tre centimeter för kort för att nå final, utan istället knep Carolina Klüft den sista finalplatsen och Grīva hamnade precis utanför. 6,60 blev ändå ett årsbästa för lettiskan som tävlat aktivt i elitsammanhang i över 4 år. 

## Övrigt
Grīva är 180 centimeter lång och väger 62 kilo.